# 亞美尼亞州
亞美尼亞州（Армянская область）是俄羅斯帝國1828至1840年間的一個州，其範圍為今日亞美尼亞中部、納希切萬和土耳其厄德爾省。面積27,830平方俄里，1832年人口 164,500人。
1828年波斯在俄波戰爭中戰敗，據《土庫曼查伊條約》割讓了葉里溫汗國和納希切萬汗國，組成了本州。1849年改設葉里溫省。